# Julius Knorr

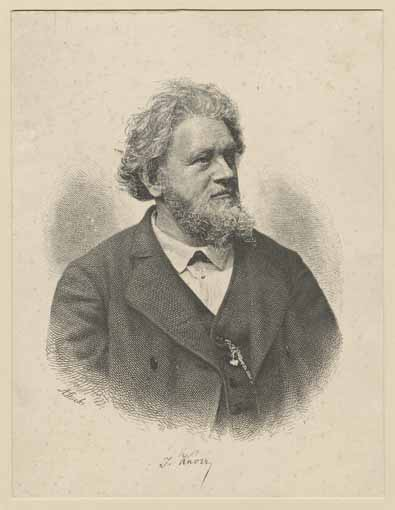
Julius Knorr

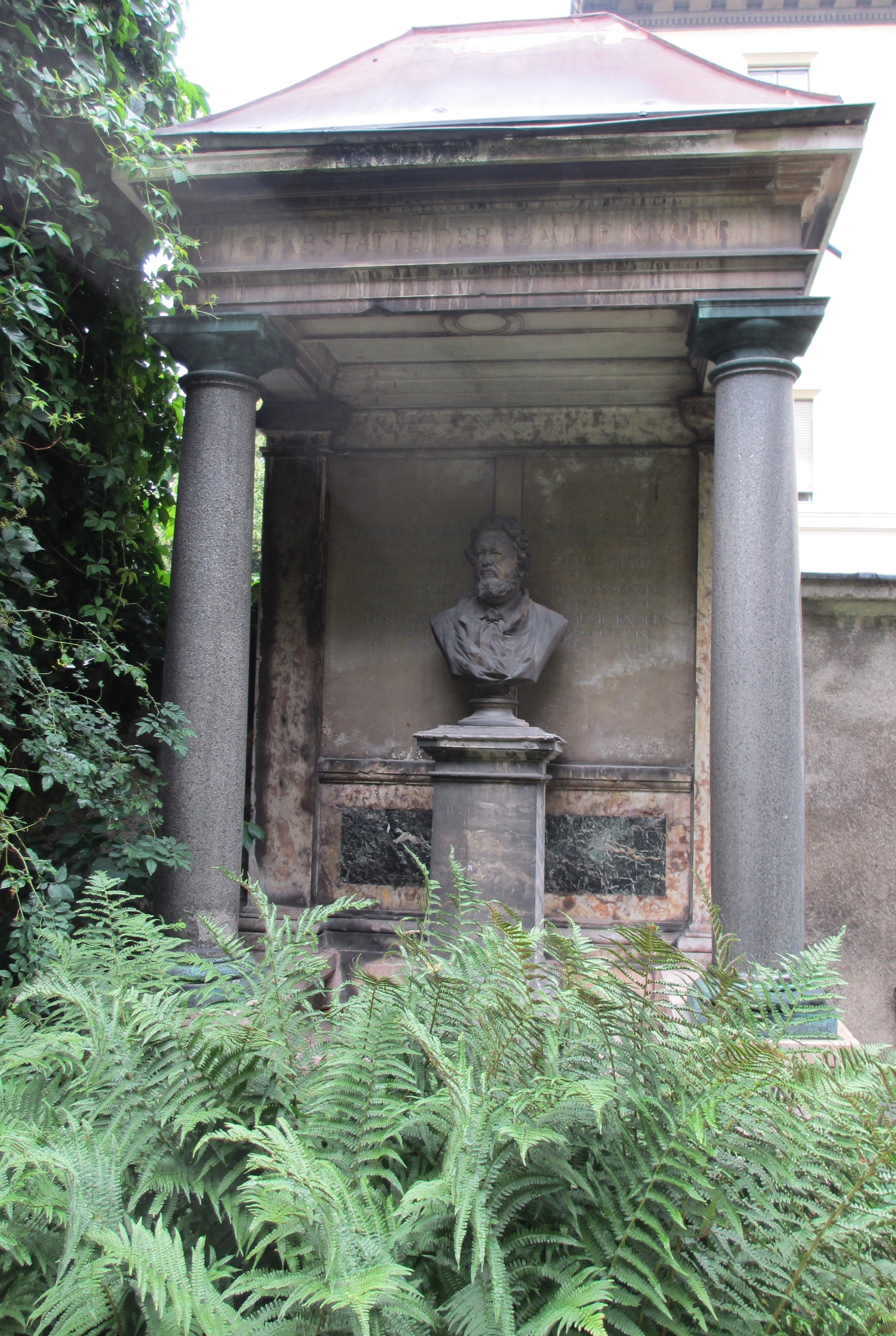
Grabstätte der Familie Knorr auf dem Alten Südlichen Friedhof in München

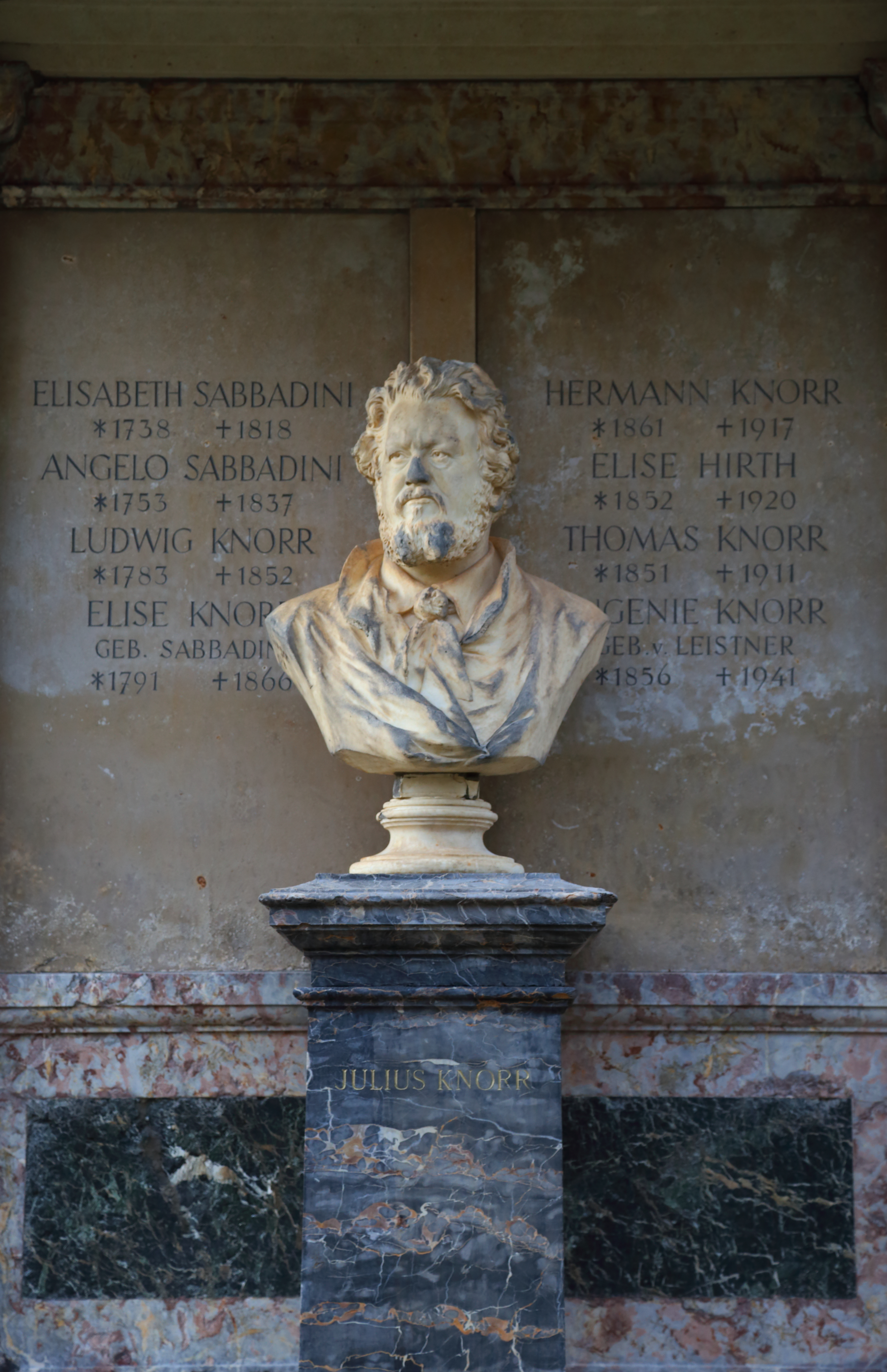
Büste von Julius Knorr im Grabmal der Familie Knorr

Julius Knorr (* 3. März 1826 in München; † 28. Juli 1881 ebenda) war ein deutscher Zeitungsverleger und bayerischer Politiker.

## Familie
Seine Eltern waren der Kaufmann und Bankier Ludwig Knorr und dessen Ehefrau Elise Knorr geb. Sabbadini. Der Kaufmann Angelo Knorr (1820–1872) war sein älterer Bruder. Er heiratete 1848 Josephine geb. Rottmanner (1830–1872), eine Nichte von Johann Evangelist Rottmanner (Besitzer eines Kaffeehauses im Bazar am Odeonsplatz in München). Von den insgesamt neun gemeinsamen Kindern überlebten nur sechs das Kleinkind-Alter, darunter die Tochter Elise, die spätere Ehefrau von Georg Hirth, und der Sohn Thomas Knorr (1851–1911).

## Leben
Nach dem Abitur 1843 am Wilhelmsgymnasium München studierte Julius Knorr Rechtswissenschaft an der Ludwig-Maximilians-Universität München. Anschließend war er als Essig- und Spirituosen-Hersteller tätig. 1848, beim Sturz von König Ludwig I., war er Mitglied der Münchner Studentenverbindung „Rhenania“ und lernte August Vecchioni (1826–1908) kennen.
1860 spendete Julius Knorr eine größere Summe für den Um- und Erweiterungsbau der Knorrhütte, zu den weiteren Spendern gehörte neben zahlreichen wohlhabenden Münchner Bürgern auch Prinz Otto von Bayern.
Am 15. Juli 1862 kaufte Knorr für 90.000 Gulden die Zeitung Neueste Nachrichten. 1865 gab er die Chefredaktion der Neuesten Nachrichten an Vecchioni ab, der sie in Münchner Neueste Nachrichten umbenannte. Bis zu seinem Tod blieb er Verleger der Zeitung. Unter Vecchioni und Knorr wurde diese Zeitung zu einer auflagenstarken liberalen und gegen den Ultramontanismus gerichteten Zeitung in Bayern. Ab 1870 sprach sich das Blatt gegen die politische Betätigung von katholischen Priestern aus.

„Roher Fanatismus, ekelerregender Zelotismus, Verfall der Sitte und Armut des Volkes waren die Errungenschaften, welche die Priesterherrschaft den Staaten und Völkern brachte, während sie selbst in dem Grade an Reichtum und Macht zunahm, als Volk und Regierung diese verloren. (...) Wir brauchen und wollen Seelsorger, wahrhafte Priester, aber keine leidenschaftlichen und in der Politik machenden Geistlichen. (...) Priester, wie wir sie meinen und wünschen, mißbrauchen (...) auch weder die Kanzel noch den Beichtstuhl zu politischen Ergüssen und Intriguen.“

1863 war Knorr Mitbegründer der Bayerischen Fortschrittspartei. Als deren Abgeordneter vertrat er von 1869 bis 1871 den Wahlkreis München I im Bayerischen Landtag.
Im Jahr 1866 gehörte er mit Arnold Zenetti zu den Gründern der Freiwilligen Feuerwehr München, nachdem die 1848 gegründete Turnerfeuerwehr bereits 1850 wieder aufgelöst worden war.
Julius Knorr starb am 28. Juli 1881 in seiner Heimatstadt und wurde im Familiengrab auf dem Alten Südlichen Friedhof in München beigesetzt (Mauer rechts, Platz 126/127 bei Gräberfeld 6 Standort). Zentrales Element des Grabmals ist eine Büste von ihm. Seine Zeitung bzw. seinen Verlag übernahmen der Sohn Thomas Knorr und der Schwiegersohn Georg Hirth als Knorr & Hirth-Verlag.